# Matthew McConaughey

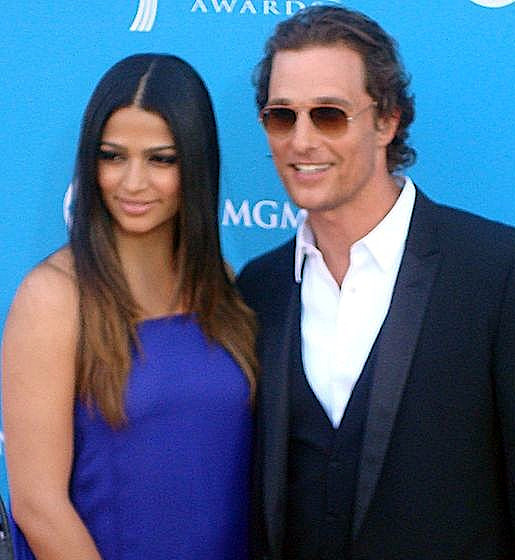
Matthew McConaughey en Camila Alves

Matthew David McConaughey (Uvalde, 4 november 1969) is een Amerikaanse acteur. Hij won in 2014 een Oscar en een Golden Globe voor zijn hoofdrol als Ron Woodroof in de biografische dramafilm Dallas Buyers Club. Daarnaast werden hem meer dan twintig andere prijzen toegekend, waaronder Independent Spirit Awards in zowel 2013 (voor Magic Mike) als 2014 (samen met de gehele cast van Mud), een Saturn Award (voor Killer Joe) en de People's Choice Award voor favoriete mannelijke actiester van 2006. McConaughey werd in 2005 door People Magazine uitgeroepen tot Sexiest Man Alive. Beroemd is zijn slotverklaring als advocaat in de film A Time to Kill met de laatste woorden Imagine she's white. In 2014 kreeg hij een ster op de Hollywood Walk of Fame.

## Privéleven
McConaughey is sinds 9 juni 2012 getrouwd met het Braziliaanse model Camila Alves, met wie hij sinds 2007 een relatie heeft. Samen hebben ze twee zoons en een dochter.

## Trivia
- Op 25 oktober 1999 werd McConaughey gearresteerd wegens het in bezit hebben van marihuana.
- In een tv-interview met Stephen Colbert vertelde Kate Winslet dat McConaughey bijna de rol van Jack Dawson in de film Titanic had gekregen. Zij hadden samen auditie gedaan. Uiteindelijk werd de rol van Dawson toch gespeeld door Leonardo diCaprio.

## Filmografie
- Bibsys: 99027392
- Biblioteca Nacional de España: XX1266570
- Bibliothèque nationale de France: cb14003860h (data)
- Catàleg d'autoritats de noms i títols de Catalunya: 981058510127406706
- Gemeinsame Normdatei: 131532901
- International Standard Name Identifier: 0000 0001 0920 2803
- Library of Congress Control Number: no97043850
- Nationale Bibliotheek van Letland: 000287063
- MusicBrainz: 6c7d78f6-afb2-4784-b236-bccee5278839
- Nationale Bibliotheek van Tsjechië: js20050919020
- Nationale bibliotheek van Australië: 42379125
- Nationale Bibliotheek van Israël: 987007410634505171
- Nationale Bibliotheek van Polen: a0000002801884
- Nationale en Universitaire bibliotheek Zagreb: 000779414
- Nederlandse Thesaurus van Auteursnamen: 181463296
- Istituto Centrale per il Catalogo Unico: UBOV558365
- Système universitaire de documentation: 067185495
- Trove: 1457799
- Virtual International Authority File: 84238805
- WorldCat: E39PBJrrtR6XwcG4R4kdcggR8C